# Sergio Bermejo
Sergio Bermejo Lillo (Carabanchel, 17 agosto 1997) è un calciatore spagnolo, attaccante del Gil Vicente.

## Carriera
Cresciuto nel settore giovanile del Getafe, debutta con la squadra riserve il 1º maggio 2015 nel match di Segunda División B perso 1-0 contro l'Amorebieta. Il 15 gennaio 2017 viene prestato al Móstoles URJC fino al giugno seguente; rientrato nella squadra B del club madrileno, disputa una stagione da titolare con 4 reti in 34 presenza in quarta divisione.
Il 20 giugno 2018 si trasferisce al Navalcarnero, in terza divisione; autore di 4 reti in 17 incontri, nel gennaio seguente viene acquistato dal Celta Vigo che lo aggrega alla propria seconda squadra.
Il 30 ottobre 2019 fa il suo esordio in prima squadra in occasione del match di Primera División perso 2-1 contro il Betis; gioca nuovamente il 19 dicembre in Coppa del Re, contro il Peña Azagresa.
Rimasto svincolato al termine della stagione, il 18 agosto 2020 firma un contratto quadriennale con il Real Saragozza.

## Statistiche
Statistiche aggiornate al 12 novembre 2023.

### Presenze e reti nei club
| Stagione              | Squadra               | Campionato            | Campionato | Campionato | Coppe nazionali | Coppe nazionali | Coppe nazionali | Coppe continentali | Coppe continentali | Coppe continentali | Altre coppe | Altre coppe | Altre coppe | Totale | Totale | Totale |
| Stagione              | Squadra               | Comp                  | Pres       | Reti       | Comp            | Pres            | Reti            | Comp               | Pres               | Reti               | Comp        | Pres        | Reti        | Pres   | Reti   |        |
| --------------------- | --------------------- | --------------------- | ---------- | ---------- | --------------- | --------------- | --------------- | ------------------ | ------------------ | ------------------ | ----------- | ----------- | ----------- | ------ | ------ | ------ |
| 2014-2015             | Getafe B              | SDB                   | 1          | 0          |                 | -               | -               |                    | -                  | -                  |             | -           | -           | 1      | 0      |        |
| 2015-2016             | Getafe B              | SDB                   | 2          | 0          |                 | -               | -               |                    | -                  | -                  |             | -           | -           | 2      | 0      |        |
| 2016-2017             | Getafe B              | TD                    | 7          | 0          |                 | -               | -               |                    | -                  | -                  |             | -           | -           | 7      | 0      |        |
| 2016-2017             | Móstoles URJC         | TD                    | 12         | 1          | CR              | 0               | 0               |                    | -                  | -                  |             | -           | -           | 12     | 1      |        |
| 2017-2018             | Getafe B              | TD                    | 34         | 4          |                 | -               | -               |                    | -                  | -                  |             | -           | -           | 34     | 4      |        |
| Totale Getafe B       | Totale Getafe B       | Totale Getafe B       | 44         | 4          |                 | -               | -               |                    | -                  | -                  |             | -           | -           | 44     | 4      |        |
| 2018-gen. 2019        | Navalcarnero          | SDB                   | 17         | 4          | CR              | 1               | 0               |                    | -                  | -                  |             | -           | -           | 18     | 4      |        |
| gen.-giu. 2019        | Celta Vigo B          | SDB                   | 21         | 4          |                 | -               | -               |                    | -                  | -                  |             | -           | -           | 21     | 4      |        |
| 2019-2020             | Celta Vigo B          | SDB                   | 23         | 4          |                 | -               | -               |                    | -                  | -                  |             | -           | -           | 23     | 4      |        |
| Totale Celta Vigo B   | Totale Celta Vigo B   | Totale Celta Vigo B   | 44         | 8          |                 | -               | -               |                    | -                  | -                  |             | -           | -           | 44     | 8      |        |
| 2019-2020             | Celta Vigo            | PD                    | 1          | 0          | CR              | 1               | 0               |                    | -                  | -                  |             | -           | -           | 2      | 0      |        |
| 2020-2021             | Real Saragozza        | SD                    | 37         | 1          | CR              | 1               | 0               |                    | -                  | -                  |             | -           | -           | 38     | 1      |        |
| 2021-2022             | Real Saragozza        | SD                    | 34         | 3          | CR              | 2               | 0               |                    | -                  | -                  |             | -           | -           | 36     | 3      |        |
| 2022-2023             | Real Saragozza        | SD                    | 33         | 5          | CR              | 1               | 0               | -                  | -                  | -                  | -           | -           | -           | 34     | 5      |        |
| 2023-2024             | Real Saragozza        | SD                    | 14         | 0          | CR              | 0               | 0               | -                  | -                  | -                  | -           | -           | -           | 14     | 0      |        |
| Totale Real Saragozza | Totale Real Saragozza | Totale Real Saragozza | 118        | 9          |                 | 4               | 0               |                    | -                  | -                  |             | -           | -           | 122    | 9      |        |
| Totale carriera       | Totale carriera       | Totale carriera       | 236        | 26         |                 | 6               | 0               |                    | -                  | -                  |             | -           | -           | 242    | 26     |        |